# ロバート・ラスラー
ロバート・ラスラー（Robert Rusler、1965年9月20日 - ）は、アメリカ合衆国の俳優。

## 出演作品
- ＢＯＮＥＳ　ボーンズ　-骨は語る- シーズン7
- コンスピラシー
- クローザー 第3シーズン
- 第三種接近遭遇　クローズ・エンカウンター
- サベイランス・コード
- NCIS ～ネイビー犯罪捜査班 シーズン2
- コールドケース 迷宮事件簿
- AIR STRIKE　エア・ストライク
- バビロン5 第2シーズン（ウォーレン・ケファー）
- 真・悪魔の棲む家
- クレムリン危機一発
- ＡＶクィーン マドンナ殺人事件
- ブロス/やつらはときどき帰ってくる
- ゲーム・オブ・ラブ
- スラッシュ!!
- ヴァンプ
- エルム街の悪夢2 フレディの復讐（ロン・グラディ）
- ときめきサイエンス
- ジェシカおばさんの事件簿
- スタートレック:エンタープライズ
- 隣のヒットマンズ 全弾発射
- 24 -TWENTY FOUR-
- ザ・ユニット 米軍極秘部隊
- ミディアム 霊能者アリソン・デュボア